# Carolina Morace
Carolina Morace (Veneza, 5 de fevereiro de 1964) é uma ex-futebolista e treinadora de futebol italiana.